# 双鸭山西站
双鸭山西站位于中国黑龙江省双鸭山市集贤县福利镇四达金茂小镇南1公里外，紧邻双鸭山市西环路，是哈尔滨铁路局佳木斯站管辖的二等站，于2017年开工建设，2021年12月6日建成通车。该站是中国高铁系统最东端的车站。

## 结构
双鸭山西站以“农林盛地，昂扬煤城，融汇文脉，合于自然”为设计理念。站房设于线路右侧，分为地上两层，地下一层，长146.94米，宽54.04米，总建筑面积9997.7㎡，站房主体采用钢筋混凝土框架结构，屋面为网架结构，整体造型着重体现双鸭山市的煤城特色和丰富的农林资源。地上一层为候车大厅，左侧一层为出站厅和变电所等房屋，左侧二层为办公；右侧一层为售票厅、办公及旅客服务，右侧二层为设备房屋；地下一层为出站厅通道。